# Казки з темного боку
«Казки з темного боку» (англ. Tales from the Darkside) — американський телесеріал-антологія жахів, створений Джорджем Ромеро. Серіал дебютував у 1983 році, де кожен епізод був індивідуальною історією. Епізоди серіалу охоплювали жанри жаху, наукової фантастики та фентезі.

## Сюжет
Кожен епізод цього серіалу — коротка і дивна розповідь про те, що всі речі і явища часто не такі, якими здаються. Кожна історія починається з простих, очевидних подій, які поступово втрачають логіку і перетворюються на хаос, після чого настає несподіваний фінал.

## Персонажі
| Актор                 | Роль               | Кількість епізодів |
| --------------------- | ------------------ | ------------------ |
| Пол Сперер            | оповідач           | 90 епізодів        |
| Кетрін Баттістоун     | людина по телефону | 8 епізодів         |
| Джон Марзілі          | Гад                | 4 епізоди          |
| Карен Шалло           | Ліна Гагстром      | 3 епізоди          |
| Ніл Кінселла          | кур'єр             | 3 епізоди          |
| Патрік Макне          | камео              | 3 епізоди          |
| Вік Тайбек            | Алан Кумбс         | 2 епізоди          |
| Фріц Вівер            | доктор Феннер      | 2 епізоди          |
| Герш Найяр            | Едмунд Алкотт      | 2 епізоди          |
| Ларрі Манетті         | Генрі Гоґан        | 2 епізоди          |
| Кейт Макґреґор-Стюарт | Шарлін Еймс        | 2 епізоди          |
| Паула Трюмен          | тітка Тереза       | 2 епізоди          |
| Том Ньюмен            | Вельзевул          | 2 епізоди          |
| Тереза Пейр           | Кеті Осборн        | 2 епізоди          |
| Каролін Сеймур        | Айша Кандіша       | 2 епізоди          |
| Філіп Рот             | Сем Ларгмонт       | 2 епізоди          |
| Річард Кульман        | Джонатан Рід       | 2 епізоди          |
| Бредлі Фішер          | Нікі               | 2 епізоди          |
| Майкл Фріман          | Гаррі Гілфорд      | 2 епізоди          |
| Джон Ротман           | Джим               | 2 епізоди          |
| Говард Дейтон         | Меттьюс            | 2 епізоди          |
| Патрік Фарреллі       | шериф              | 2 епізоди          |
| Ед Френч              | істота             | 2 епізоди          |
| Лорен Кедр            | Лівбі              | 2 епізоди          |
| Елісон Свіні          | Карен              | 2 епізоди          |
| Робертс Блоссом       | інквізитор         | 1 епізод           |
| Ленні фон Долен       | Містер Сміт        | 1 епізод           |
| Хевіленд Морріс       | Сара Макбрайд      | 1 епізод           |
| Девід Торнтон         | перевертень        | 1 епізод           |

## Список епізодів
| №       | Дата виходу       | Назва українською                              | Оригінальна назва              | Режисер         | Сценарист                   |
|         | Пілот             | Пілот                                          | Пілот                          | Пілот           | Пілот                       |
| ------- | ----------------- | ---------------------------------------------- | ------------------------------ | --------------- | --------------------------- |
| 0       | 29 жовтня 1983    | Пастка або задоволення                         | Trick or Treat                 | Боб Балабан     | Франко Амуррі Джордж Ромеро |
|         | 1 сезон           |                                                |                                |                 |                             |
| 1       | 30 вересня 1984   | Новачок                                        | The New Man                    | Аллен де Пальма |                             |
| 2       | 7 жовтня 1984     | Я дам тобі мільйон                             | I'll Give You a Million        | Джон Гаррісон   |                             |
| 3       | 14 жовтня 1984    | Страждання вбивці                              | Pain Killer                    |                 |                             |
| 4       | 21 жовтня 1984    | Шанси                                          | The Odds                       |                 |                             |
| 5       | 4 листопада 1984  | Мукі і Пукі                                    | Mookie and Pookie              | Тімна Ренон     |                             |
| 6       | 11 листопада 1984 | Зменшення                                      | Slippage                       |                 |                             |
| 7       | 8 листопада 1984  | У коморі                                       | Inside the Closet              |                 |                             |
| 8       | 25 листопада 1984 | Текстовий процесор богів                       | The Word Processor of the Gods |                 | Стівен Кінг Майкл МакДавелл |
| 9       | 2 грудня 1984     | Справа Стабборнса                              | A Case of the Stubborns        |                 | Роберт Блох                 |
| 10      | 13 грудня 1985    | Джинн, дай мені спокій                         | Djinn, No Chaser               |                 | Гарлан Еллісон              |
| 11      | 20 січня 1985     | Всі аналоги телефону                           | All a Clone by the Telephone   | Аллен де Пальма |                             |
| 12      | 27 січня 1985     | В картах                                       | In the Cards                   |                 |                             |
| 13      | 3 лютого 1985     | Щорічний обід                                  | Anniversary Dinner             |                 |                             |
| 14      | 10 лютого 1985    | Різати, різати                                 | Snip, Snip                     |                 |                             |
| 15      | 17 лютого 1985    | Дайте мені                                     | Answer Me                      |                 |                             |
| 16      | 24 лютого 1985    | Збирач сліз                                    | The Tear Collector             |                 |                             |
| 17      | 5 травня 1985     | Божевільна кімната                             | Madness Room                   |                 |                             |
| 18      | 12 травня 1985    | Якщо черевики придатні…                        | If the Shoes Fit …             |                 |                             |
| 19      | 19 травня 1985    | Левітація                                      | Levitation                     | Джон Гаррісон   |                             |
| 20      | 26 травня 1985    | Воно приходить разом з прибоєм                 | It All Comes Out in the Wash   |                 |                             |
| 21      | 9 червня 1985     | Остання затяжка Бігелоу                        | Bigalow's Last Smoke           | Тімна Ренон     |                             |
| 22      | 16 червня 1985    | Останнє бажання бабусі                         | Grandma's Last Wish            |                 |                             |
| 23      | 4 серпня 1985     | Фальшивий пророк                               | The False Prophet              |                 |                             |
| 2 сезон |                   |                                                |                                |                 |                             |
| 24      | 29 вересня 1985   | Імпресіоніст                                   | The Impressionist              |                 |                             |
| 25      | 6 жовтня 1985     | Жива бомба                                     | Lifebomb                       | Аллен де Пальма |                             |
| 26      | 13 жовтня 1985    | Кільце навколо рудоволосого                    | Ring Around the Redhead        |                 |                             |
| 27      | 20 жовтня 1985    | Передня сторона підлоги кімнати                | Parlor Floor Front             |                 |                             |
| 28      | 27 жовтня 1985    | Солодощі на Гелловін                           | Halloween Candy                |                 |                             |
| 29      | 3 листопада 1985  | Диявольське фортепіано                         | The Satanic Piano              | Джон Гаррісон   |                             |
| 30      | 10 листопада 1985 | Адвокат диявола                                | The Devil's Advocate           |                 | Джордж Ромеро               |
| 31      | 17 листопада 1985 | Віддалені сигнали                              | Distant Signals                |                 |                             |
| 32      | 24 листопада 1985 | Неприємності з Мері Джейн                      | The Trouble with Mary Jane     |                 |                             |
| 33      | 1 грудня 1985     | Урса молодший                                  | Ursa Minor                     |                 |                             |
| 34      | 8 грудня 1985     | Слідство і причина                             | Effect and Cause               |                 |                             |
| 35      | 22 грудня 1985    | Чудовисько в моїй кімнаті                      | Monsters in My Room            |                 |                             |
| 36      | 12 січня 1986     | Спостереження за кометою                       | Comet Watch                    |                 |                             |
| 37      | 19 січня 1986     | Спляча дівчина                                 | Dream Girl                     | Тімна Ренон     |                             |
| 38      | 26 січня 1986     | Новий договір на життя                         | A New Lease On Life            |                 |                             |
| 39      | 2 лютого 1986     | Диявольський принтер                           | Printer's Devil                | Джон Гаррісон   |                             |
| 40      | 9 лютого 1986     | Святиня                                        | The Shrine                     |                 |                             |
| 41      | 16 лютого 1986    | Старий м'який черевик                          | The Old Soft Shoe              |                 |                             |
| 42      | 23 лютого 1986    | Втрачений автомобіль                           | The Last Car                   |                 |                             |
| 43      | 4 травня 1986     | Вибір сновидінь                                | A Choice of Dreams             |                 |                             |
| 44      | 11 травня 1986    | Дивна любов                                    | Strange Love                   |                 |                             |
| 45      | 18 травня 1986    | Невдаха медіум                                 | The Unhappy Medium             |                 |                             |
| 46      | 25 травня 1986    | Страх плавців                                  | Fear of Floating               |                 |                             |
| 47      | 13 липня 1986     | Прокляття Касавіна                             | The Casavin Curse              | Аллен де Пальма |                             |
| 3 сезон |                   |                                                |                                |                 |                             |
| 48      | 28 вересня 1986   | Цирк                                           | Circus                         |                 | Джордж Ромеро               |
| 49      | 5 жовтня 1986     | Я не можу допомогти, тому хто сказав: «Прощай» | I Can not Help Saying Goodbye  |                 |                             |
| 50      | 12 жовтня 1986    | Гірка пігулка                                  | The Bitterest Pill             |                 |                             |
| 51      | 19 жовтня 1986    | Флоренс Браво                                  | Florence Bravo                 |                 |                             |
| 52      | 26 жовтня 1986    | Грізінстекі                                    | The Greezenstacks              |                 |                             |
| 53      | 2 листопада 1986  | Чорні вдівці                                   | Black Widows                   |                 |                             |
| 54      | 9 листопада 1986  | Єретик                                         | Heretic                        |                 |                             |
| 55      | 16 листопада 1986 | Зуб змії                                       | A Serpent's Tooth              | Аллен де Пальма |                             |
| 56      | 23 листопада 1986 | Дюжина Байкерів                                | Baker's Dozen                  |                 | Джордж Ромеро               |
| 57      | 30 листопада 1986 | Позбавте нас від доброти                       | Deliver Us from Goodness       |                 |                             |
| 58      | 29 грудня 1986    | Загартування віри                              | Seasons of Belief              |                 |                             |
| 59      | 18 січня 1987     | Міс Мей Дуса                                   | Miss May Dusa                  |                 |                             |
| 60      | 25 січня 1987     | Молочник Комес                                 | The Milkman Cometh             |                 |                             |
| 61      | 1 лютого 1987     | Мій привид — вампір                            | My Ghostwriter — the Vampire   | Аллен де Пальма |                             |
| 62      | 8 лютого 1987     | Мій рідний будинок                             | My Own Place                   | Теодор Ґершуні  |                             |
| 63      | 15 лютого 1987    | Рудий вождь                                    | Red Leader                     |                 |                             |
| 64      | 22 лютого 1987    | Кожному потрібно трішки любові                 | Everybody Needs a Little Love  |                 |                             |
| 65      | 1 березня 1987    | Знайомство з Оулд                              | Auld Acquaintances             |                 |                             |
| 66      | 8 березня 1987    | Кар'єрист                                      | The Social Climber             |                 |                             |
| 67      | 3 травня 1987     | Обмін                                          | The Swap                       |                 |                             |
| 68      | 10 травня 1987    | Початок гри                                    | Let the Games Begin            |                 |                             |
| 69      | 17 травня 1987    | Жахливе радіо                                  | The Enormous Radio             |                 |                             |
| 4 сезон |                   |                                                |                                |                 |                             |
| 70      | 27 вересня 1987   | Таргани                                        | Beetles                        | Аллен де Пальма | Роберт Блох                 |
| 71      | 4 жовтня 1987     | Мері, Мері                                     | Mary, Mary                     |                 |                             |
| 72      | 11 жовтня 1987    | Фотографія духа                                | The Spirit Photographer        |                 |                             |
| 73      | 18 жовтня 1987    | Нічний метелик                                 | The Moth                       |                 |                             |
| 74      | 25 жовтня 1987    | Без обману                                     | No Strings                     |                 |                             |
| 75      | 1 листопада 1987  | Грабіжник могил                                | The Grave Robber               |                 |                             |
| 76      | 8 листопада 1987  | Джеттерін і Джек                               | The Yattering and Jack         |                 | Клайв Баркер                |
| 77      | 15 листопада 1987 | Сеймурлама                                     | Seymourlama                    |                 |                             |
| 78      | 22 листопада 1987 | Вибачте, номер вірний                          | Sorry, Right Number            | Джон Гаррісон   | Стівен Кінг                 |
| 79      | 14 лютого 1988    | Прострочений рахунок                           | Payment Overdue                |                 |                             |
| 80      | 21 лютого 1988    | Любовний голод                                 | Love Hungry                    |                 |                             |
| 81      | 28 лютого 1988    | Угода                                          | The Deal                       |                 |                             |
| 82      | 1 травня 1988     | Новачок                                        | The Apprentice                 |                 |                             |
| 83      | 8 травня 1988     | Свиня Катті Блек                               | The Cutty Black Sow            |                 |                             |
| 84      | 15 травня 1988    | Не відкривай цю коробку                        | Do Not Open This Box           | Джоді Фостер    |                             |
| 85      | 22 травня 1988    | Возз'єднання сім'ї                             | Family Reunion                 |                 |                             |
| 86      | 19 червня 1988    | Тубілець                                       | Going Native                   |                 |                             |
| 87      | 10 липня 1988     | Тиша                                           | Hush                           |                 |                             |
| 88      | 17 липня 1988     | Товарообмін                                    | Barter                         |                 |                             |
| 89      | 24 липня 1988     | Вбивця Мелоуні                                 | Basher Malone                  |                 |                             |

## Нагороди та номінації
| Нагороди та номінації телесеріалу «Казки з темного боку» | Нагороди та номінації телесеріалу «Казки з темного боку» | Нагороди та номінації телесеріалу «Казки з темного боку»            | Нагороди та номінації телесеріалу «Казки з темного боку» | Нагороди та номінації телесеріалу «Казки з темного боку» | Нагороди та номінації телесеріалу «Казки з темного боку» |
| Рік                                                      | Кінопремія / Кінофестиваль                               | Категорія / Нагорода                                                | Номінант                                                 | Результат                                                |                                                          |
| -------------------------------------------------------- | -------------------------------------------------------- | ------------------------------------------------------------------- | -------------------------------------------------------- | -------------------------------------------------------- | -------------------------------------------------------- |
| 1987                                                     | Премія молодий актор                                     | Найкращий молодий актор, за роль на телебаченні (драма або комедія) | Скутер Стівенс                                           | Номінація                                                |                                                          |
| 1987                                                     | Премія молодий актор                                     | Найкраща молода актриса, за роль на телебаченні (драма або комедія) | Таня Фенмор                                              | Номінація                                                |                                                          |
| 1988                                                     | Премія Гільдії сценаристів Америки                       | Антологія епізод / Одиночна програма                                | Джон Гаррісон                                            | Номінація                                                |                                                          |

## Вихід на DVD
CBS Home Entertainment випустив чотири сезони «Казок з темного боку» на DVD у Регіоні 1. У Регіоні 2 випуском DVD зайнялася компанія Revelation Films.
| Назва DVD       | К-сть епізодів | Дата випуску   | Дата випуску      |
| Назва DVD       | К-сть епізодів | Регіон 1       | Регіон 2          |
| --------------- | -------------- | -------------- | ----------------- |
| Перший сезон    | 24             | 10 лютого 2009 | 21 листопада 2011 |
| Другий сезон    | 24             | 27 жовтня 2009 | 20 лютого 2012    |
| Третій сезон    | 22             | 27 квітня 2010 | 7 травня 2012     |
| Заключний сезон | 20             | 19 жовтня 2010 | 6 серпня 2012     |
| Повна серія     | 90             | 19 жовтня 2010 | 28 жовтня 2013    |

Видання DVD містить змінений саундтрек без оригінальної музичної вставки. Епізоди, що вийшли на VHS протягом 1980-х років, містять оригінальний музичний збірник.